# Agostino Inveges
Agostino Inveges (Sciacca, 1595 - Palerme, 1677) est un théologien et historien sicilien du XVIIe siècle.

## Biographie
Agostino Inveges naît dans une famille noble de la région d'Agrigente. Il serait issu d'un certain Gilde Embeges ou Inveges, un chevalier catalan qui en 1282 avait accompagné le roi Pierre III d'Aragon dans le royaume de Sicile et dont le fils, Bernardo, devint baron de Calamonaci.
Jésuite, il enseigne dans les années 1620 la théologie et la philosophie au séminaire de Monreale, à la demande de Girolamo Venero, archevêque de la ville, avant de décider de quitter la Compagnie de Jésus pour se consacrer entièrement à l'étude des Pères de l'Église et à l'histoire de la Sicile.
Ses œuvres les plus connues sont un livre sur l'histoire de Caccamo, La Cartagine siciliana, œuvre que l'avocat sicilien Giuseppe Emanuele Ortolani, auteur d'une Biografia degli uomini illustri della Sicilia, qualifiera d'indigeste, et un ouvrage intitulé Annali della felice città di Palermo.
Dans sa ville natale de Sciacca se trouve toujours un olivier (photo) dont il fut le propriétaire et appelé depuis l'« Oleastro di Inveges ». Cet olivier du XIVe siècle avait la réputation d'être infesté d'esprits et d'être un lieu de rendez-vous de sorcières et de fées. Selon une croyance populaire, celui qui fait du mal à l'olivier aura une mauvaise année.

## Ouvrages sélectifs
- Historia sacra paradisi terrestris et sanctissimi innocentiae status, Palerme, 1649.
- Annali della felice Città di Palermo, 3 vol., Palerme, 1649-1651.
- La Cartagine siciliana, Palerme, Giuseppe Bisagni, 1651 (lire en ligne).